# Portus Ilicitanus
Portus Ilicitanus o Portus Illicitanus (en fuentes griegas Ἰλλικιτάνος Λιμήν, Illikitános Limḗn) era el núcleo que servía de puerto a la colonia romana de Ilici (actual Elche). Se corresponde con casi total seguridad con la actual Santa Pola.

## Historia
Era uno de los puertos más importantes de la costa junto con el de Cartago Nova, y aparece repetidas veces citado en fuentes históricas. Se han hallado vestigios de un poblado ibero, así como instalaciones de época romana (de los siglos I al IV) en la actual avenida de Ibarra. En el Parque del Palmeral se ha encontrado una gran mansión romana con ricos pavimentos de mosaico. Parte de las estructuras romanas excavadas corresponden a centros de producción de salazones y muestran que el Portus Ilicitanus combinó las actividades habituales de intercambio de mercancías con una cierta actividad industrial, lo que justificaría su desarrollo urbano.
Aquí se preparó en el año 460 la flota romana que el emperador Mayoriano había construido y botado para atacar a los vándalos del norte de África; pero enterados éstos por sus espías, la incendiaron en el mismo puerto y Mayoriano hubo de regresar a Roma, donde fue asesinado a causa de su fracaso. Puede deducirse por las fuentes escritas, especialmente san Isidoro, que los visigodos tenían al menos desde tiempos de Sisebuto (612-621) una flota lista en él, y se ha supuesto que Teodomiro fue su almirante, a juzgar por el testimonio de la Crónica Mozárabe del 754, que alude a que éste repelió una invasión bizantina con la flota. En época medieval debió de seguir en uso, pero no hay datos claros al respecto.

## Ubicación
Se puede identificar sin dificultad con la actual Santa Pola, donde los hallazgos arqueológicos desde el siglo XVIII han mostrado una gran riqueza arqueológica y la existencia de un asentamiento continuado desde época ibérica.

## Necrópolis
En las cercanías del Portus Ilicitanus, alrededor de la actual plaza de la Diputación, se ha hallado una gran necrópolis romana, similar en cronología a la de Tarragona (al menos del siglo II al V). Cabe la posibilidad de que exista una segunda área funeraria situada al oeste del actual cementerio, donde se tienen noticias de la aparición de al menos cinco sepulturas, pudiéndose tratar incluso de la misma necrópolis, ya que entre ambas zonas median tan solo unos 400 m.
Las inhumaciones aparecieron en ánforas, en fosas rectangulares, enlucidas y cubiertas con losetas de piedra o ladrillo, y en sarcófagos de piedra calcárea sin decoración. El material arqueológico conocido de la misma es muy escaso (pues gran parte se ha perdido o vaga por colecciones privadas) y se reparte entre el Museo Arqueológico Nacional de Madrid y los museos arqueológicos de Alicante y Elche. Se conocen un par de jarritas de barro común, una hallada junto a un frasco de vidrio y un vaso de tipo megárico, y una lucerna del siglo IV. Muy probablemente procede también de aquí un epígrafe funerario del siglo II-III, siendo más dudosa la adscripción a este yacimiento de la pieza conocida como sarcófago de Proserpina. Al parecer se halló en las cercanías de la bahía de Santa Pola allá por el siglo XVIII y pronto recayó en lo que sería Museo Arqueológico de Barcelona. Es posible que el destino final del sarcófago no fuera el Portus Ilicitanus, sino más verosímilmente Ilici, dado el acabado del magnífico altorrelieve de mármol, datado a fines del siglo II por García Bellido.